# Briedern
Briedern è un comune di 307 abitanti della Renania-Palatinato, in Germania.
Appartiene al circondario (Landkreis) di Cochem-Zell (targa COC) ed è parte della comunità amministrativa (Verbandsgemeinde) di Cochem.